# 19718 Альбертджарвіс
19718 Альберт'ярвіс (1999 VF2, 1994 JK1, 1998 HJ120, 19718 Albertjarvis) — астероїд головного поясу, відкритий 5 листопада 1999 року.
Тіссеранів параметр щодо Юпітера — 3,355.